# Foramina palatina minora

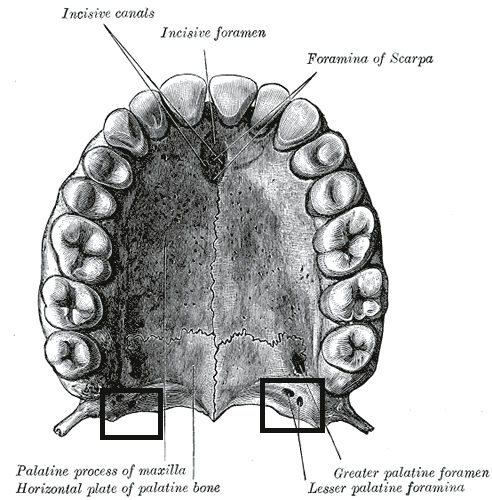
A felső állcsont alulról nézve (a két fekete négyzet jelöli a lyukakat)

A foramen palatinum posterior mögött található a processus pyramidalis ossis palatini, melyen áthalad egy vagy több lyuk a foramina palatina minora és itt kezdődik egy harántirányú kiemelkedés, amelyen a musculus tensor veli palatini ínas rostjai tapadnak.
Ezeken a nyílásokon keresztül kerülnek a szájpadra az arteriae palatini minores és a nervi palatini minores.